# Splittertarn (камуфляж)
Спліттертарн (нім. Splittertarn, Splittertarnmuster або Splittermuster, дослівно — «ламаний» або «уламковий» камуфляж), який в оригіналі був відомий як Бунтфарбенауфдрук-31 (нім. Buntfarbenaufdruck 31, дослівно — Кольоровий принт-31) — чотириколірний деформаційний військовий камуфляж, розроблений у Веймарській республіці в Німеччині наприкінці 1920-х років і вперше виданий Рейхсверу в 1931 році.

## Назва
В період між початком Першої й закінченням Другої світової війн в Німеччині було розроблено низку різноманітних військових камуфляжів. За виключенням самого останнього камуфляжу Leibermuster, який мав офіційно закріплену назву, назви всіх інших німецьких камуфляжних малюнків цього періоду — неофіційні. Камуфляж Спліттертарн в самій Німеччині був переважно відомий під неофіційною назвою Буртфарбенауфдрук-31 (нім. Buntfarbenaufdruck 31, дослівно — Кольоровий принт 31), а назва Спліттертарн (нім. Splittertarn, дослівно — «ламаний або уламковий камуфляж») закріпилась за цим типом камуфляжу серед дослідників в США вже після закінчення Другої світової війни,

## Історія

Камуфляж Buntfarbenanstrich в ранній версії 1918 року

Камуфляж Splittertarn базувався на німецьких розробках в галузі маскування, що з'явились наприкінці Першої світової війни. Порівняно з ранніми зразками німецького камуфляжу 1918 року, в шаблоні Splittertarn яскраво-вохряний колір було замінено на приглушений сіро-бежевий відтінок, на який трафаретним друком було нанесено зелені та коричневі багатокутні фігури з «ламаними» краями. Також, для покращення камуфляжного ефекту, в окремих областях були нанесені темні косі штрихи, які отримали назву «дощ» або «трава». Обидві сторони матеріалу мали однаковий малюнок, але з однієї сторони друк був яскравішим.

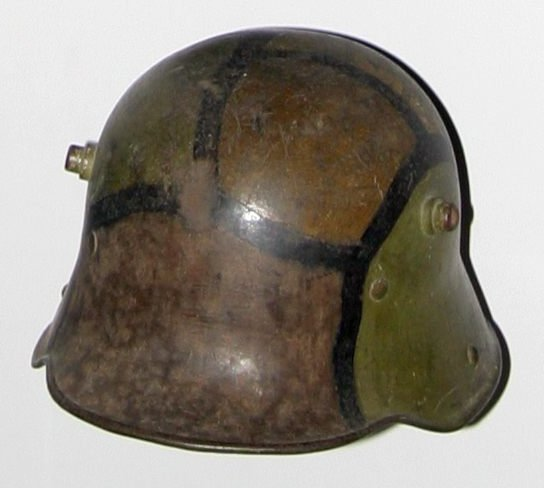
Штальгельм M1916. Німеччина, Перша Світова війна

Багато подібних візерунків, натхненних камуфляжем Splittermuster, було створено після війни країнами Варшавського договору. Під час війни заходи з економії призводили до друку на текстилі найдешевшими доступним фарбами й появі багатьох недорогих двоколірних варіантів камуфляжу. Ці заходи економії призвели до значних відхилень від оригінальних кольорових візерунків.

## Splittermuster-31

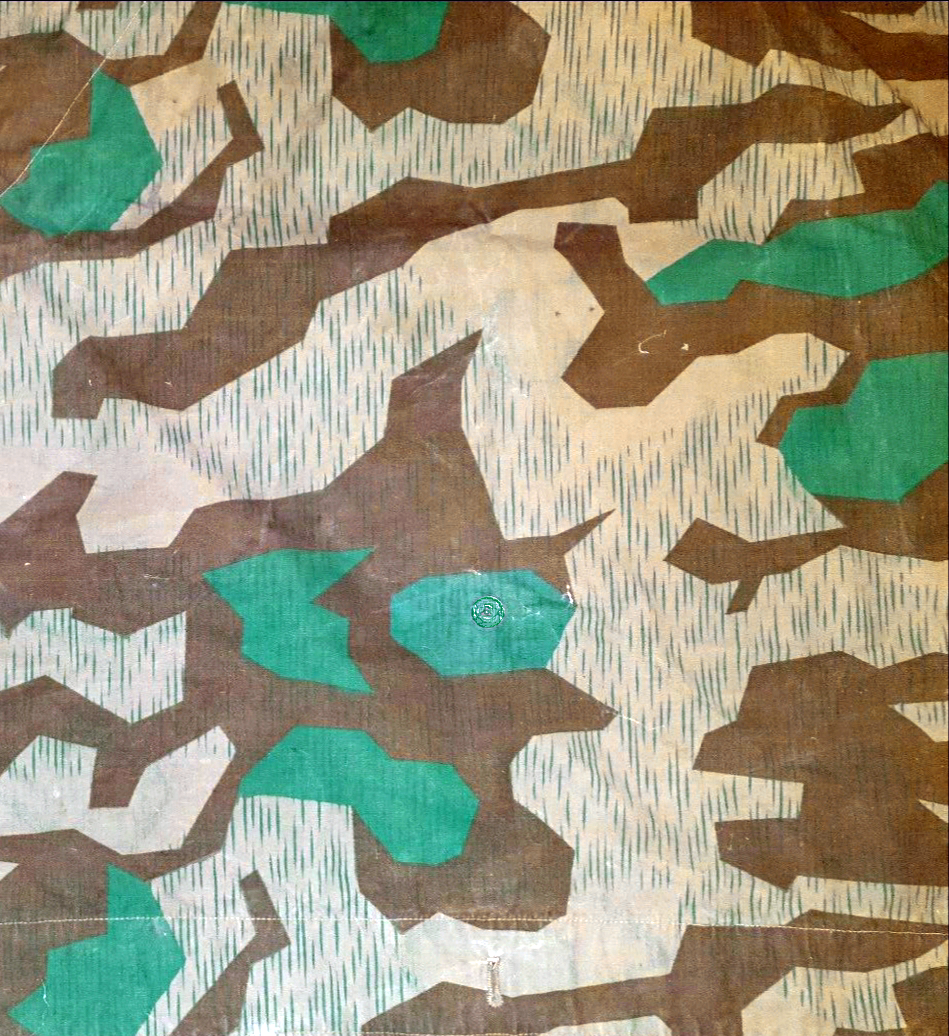
Камуфляж Splittermuster-31

Візерунок Splittertarn-31 (Buntfarbenaufdruck-31) був вперше представлений у 1931 році й протягом 1932 року надійшов для використання регулярним частинам Рейхсверу Веймарської республіки. Так само як і перший у світі масовий камуфляж Telo mimetico, який був впроваджений в 1929 році як камуфляж для наметів італійської армії, німецький камуфляжний малюнок Splittertarn спочатку використовувався для нового військового трикутного намету/пончо, що мав назву «трикутний брезент» (нім. dreiecks zeltbahn).

У 1941 році для вторгнення на Крит німецьким десантникам були видані стрибкові комбінезони з камуфляжем Splittertarn. У 1942 році з використанням камуфляжного візерунку Splittertarn були випущені маскхалат (нім. Tarnhemd) і чохол для шолома (нім. Tarnhelmüberzug). Обидва були виготовлені з легкого саржевого полотна на якому камуфляж Splittertarn був нанесений лише з однієї сторони тканини, а інша залишилась білою для використання як зимовий камуфляж.

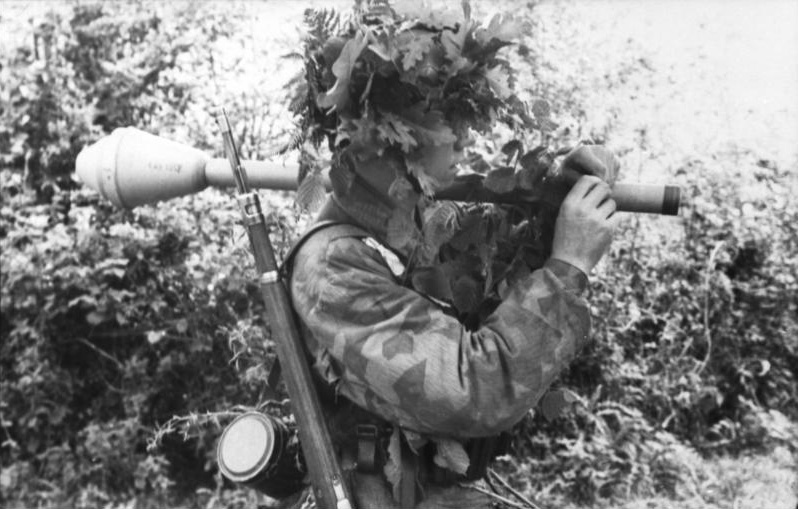
Німецький десантник в камуфляжі Splittermuster-31 (червень 1944)

У квітні 1942 року був випущений зимовий камуфляжний костюм (нім. Wintertarnanzug), що складався з ватника, штанів, окремого капюшона і рукавиць. Камуфляж Splittertarn також був надрукований лише з однієї сторони, тоді як протилежна залишилась білою. Було вироблено лише невелику кількість таких костюмів. Подібний набір, виготовлений у мишачо-сірому або польово-сірому кольорі, був більш поширеним.
Багато неофіційних предметів одягу та чохлів для шоломів шили на замовлення, переважно з матеріалу цельтбан. Це були варіанти парадної форми, костюми для стрибків з парашутом, польові куртки, рюкзаки та бронежилети. Пізніші матеріали включали віскозу.

## Luftwaffen-Splittermuster-41

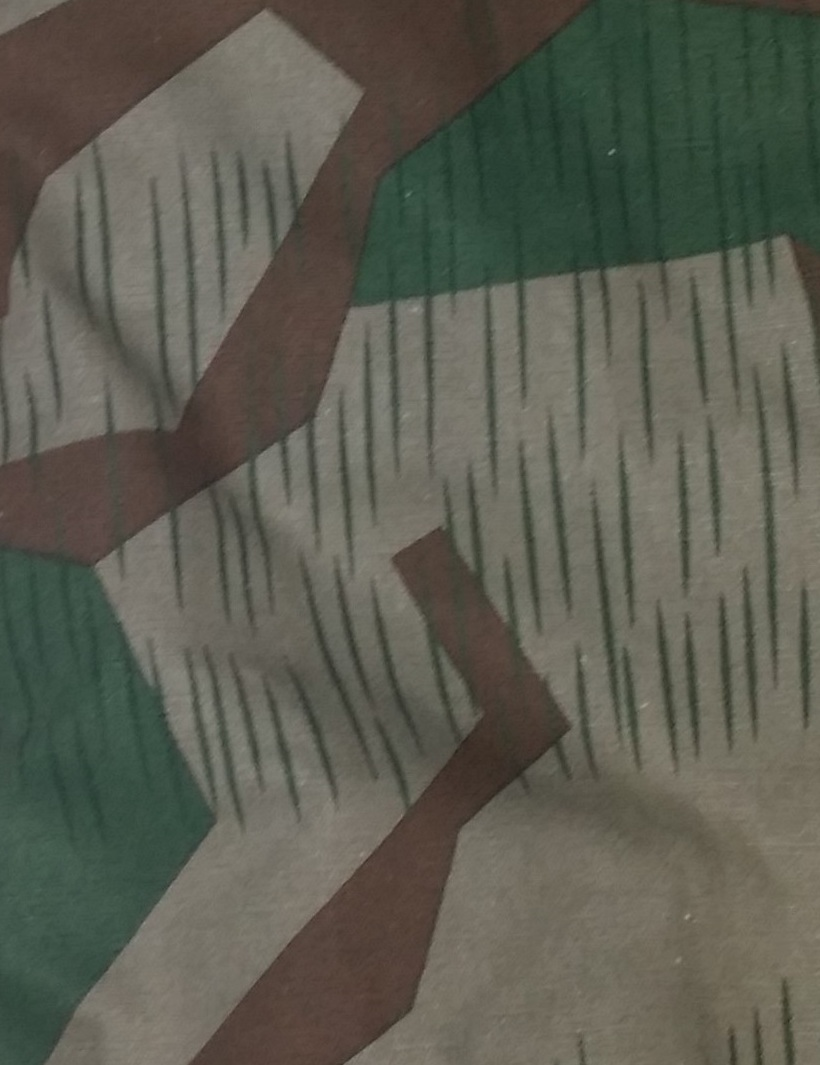
Luftwaffen-Splittermuster-41

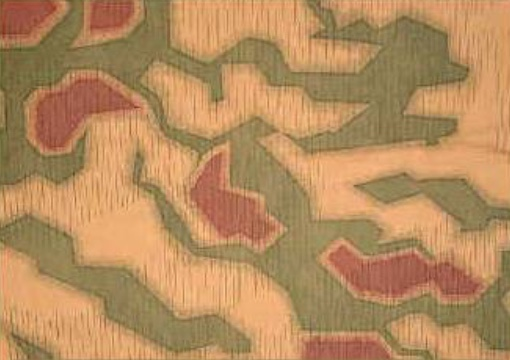
Sumpftarn-43

Luftwaffen-Splittermuster-41 (також: Buntfarbenaufdruck-41) — версія однострою парашутистів Люфтваффе, що мала плями меншого розміру, а також темнішу колірну гаму. Варіант Luftwaffen-Splittermuster-41 відомий у літературі як «Splittermuster B» з'явився, ймовірно, не раніше 1941 року. Використовувався для виготовлення парашутного костюма Повітрянодесантних військ Вермахту і польової куртки авіапольової дивізії Люфтваффе. Інші матеріали, виготовлені з цим камуфляжем, включали нашоломні чохли, патронташі та сумки для гранат. Виробництво «Splittermuster B» припинилося в 1944 році.

## Sumpftarn-43/44
У 1943 році було представлено нова версія камуфляжу Splittermuster, який після війни отримав назву Sumpftarn-43 (болотний камуфляж-43). На відміну від Splittermuster, головний фон потемнішав і став не пісочним, а бежевим, тоді як червонувато-коричневі та зелені плями, які хоч і мали «уламкову» форму, але більше не торкалися між собою, а натомість були оточені тонкими смугами фону, внаслідок чого «уламки» здавались м'якшими. Зверху на візерунок було нанесено «дощові» пунктирні лінії, надруковані більш темним відтінком зеленого. В 1944 році було представлено нову версію цього камуфляжу Sumpftarn-44, яка відрізнялась від свого попередника ще більшою «округлістю» плям.
Однострої з камуфляжем Sumpftarn-43 видавався снайперам і панцергренадерам.

## Після 1945 р

### Федеральна прикордонна служба (BGS)

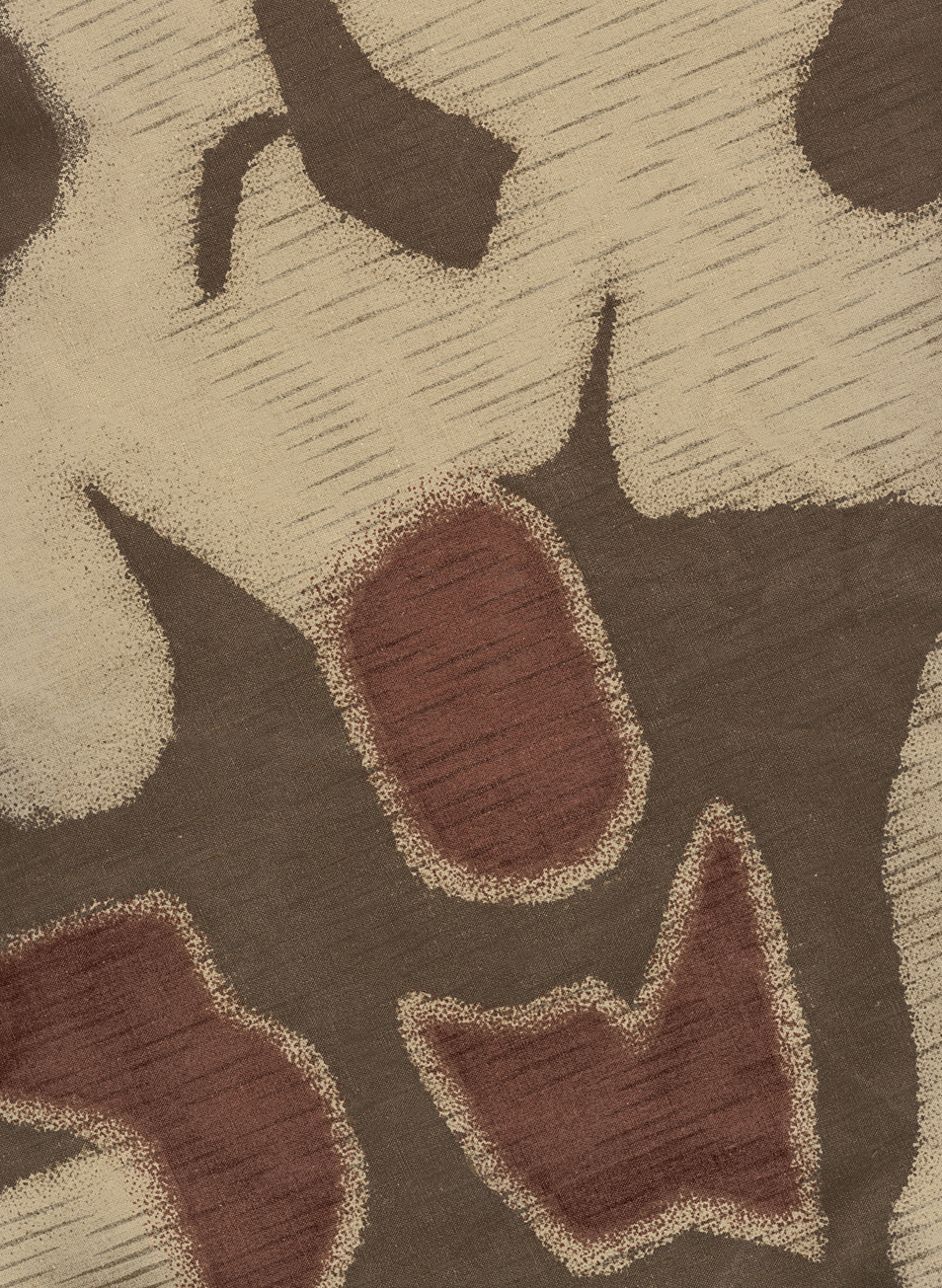
BGS-Sumpftarn І

Коли BGS було створено в 1951 році, кольоровий Splittertarn-31 спочатку був введений там тимчасово, але був замінений новим варіантом візерунка камуфляжу Sumpftarn ще в 1952 році. Однак частини обладнання з камуфляжем Splittertarn-31 все ще використовувалися принаймні до 1962. Камуфляж Sumpftarn-BGS випускався в трьох кольорових варіантах, розділених за часом, до 1976 року. Камуфляжні чохли шолома з малюнком болотного камуфляжу BGS все ще використовувалися у 2000 році для спеціальних підрозділів BGS (GSG-9).
Кольори, використані в першому болотному камуфляжі BGS I (1952—1959), можна визначити наступним чином.

### Бундесвер

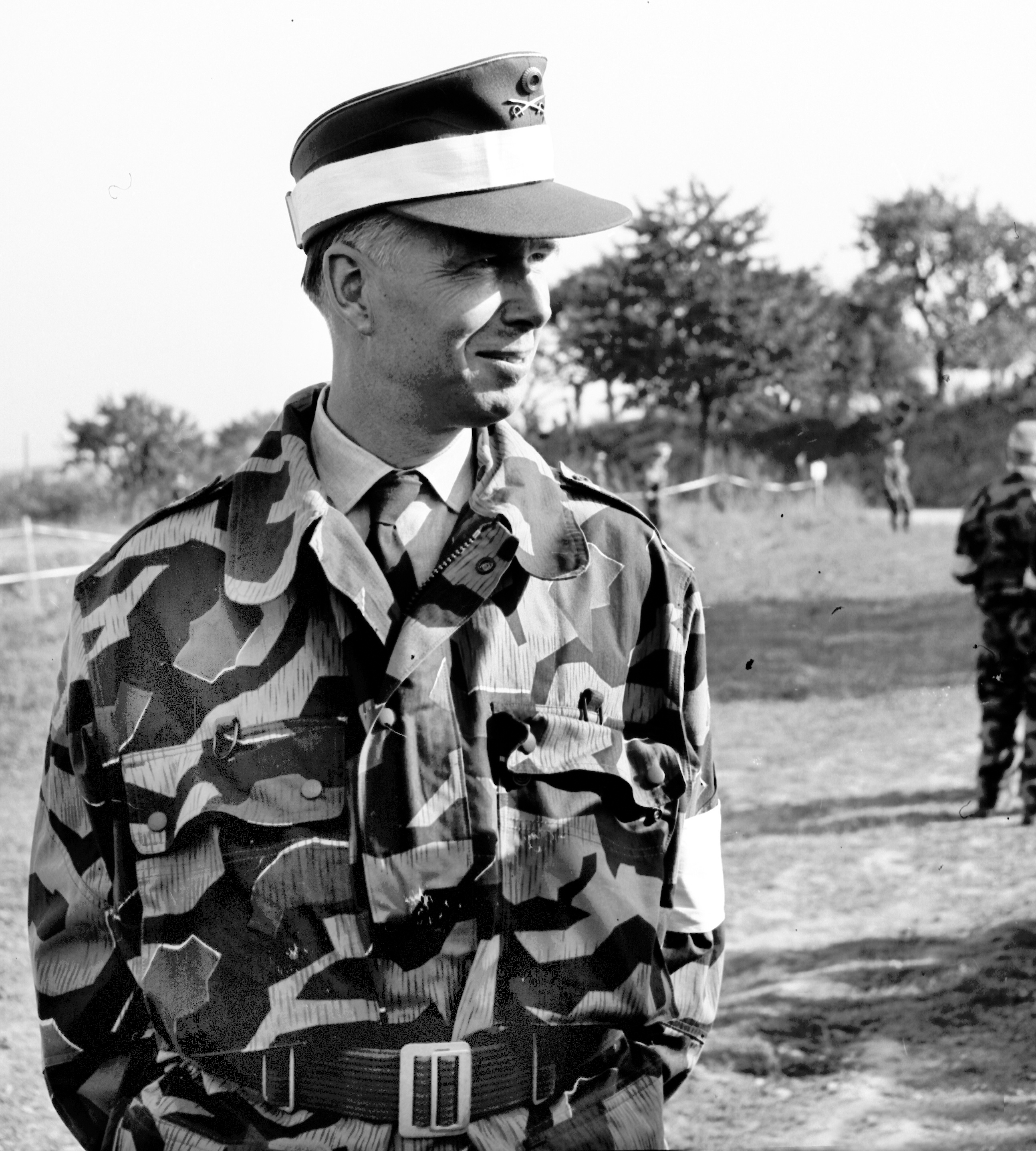
Генерал-майор Граф фон Баудіссін в однострої з камуфляжем Splittertarn

Ще до заснування Бундесверу федеральний уряд у жовтні 1950 року створив «Чистий офіс» під керівництвом «Спеціального представника канцлера», статс-секретаря Теодора Бланка, який займався розробкою сучасних одностроїв для майбутніх німецьких солдатів. Після утворення Бундесверу в 1955 році, військові використовували дещо модифікований камуфляж Splittermuster-31 Райхсверу та Вермахту, але в 1960 році його замінили монохромним оливковим варіантом кольору RAL 6014 (жовта олива), схожому на колір одностроїв партнерів по НАТО. У ранньому версії камуфляжу Splittermuster Бундесверу зелені осколкові елементи відокремлені від оточення білими лініями з одного боку, створюючи ефект, ніби зелені шаблони були зміщені під час трафаретного друку.
Інший варіант Splittermuster Бундесверу виготовлений у той час, містить «зміщені» не лише зелені, але й коричневі плями. Крім того, пунктирні «дощові» лінії розподілені набагато рідше по основному малюнку камуфляжу.
Інший варіант Splittermuster був випробуваний у 1956 році, але так і не був запущений у серійне виробництво. Цей візерунок був варіантом останнього камуфляжу Splittermuster Бундесверу, за винятком того, що фон уже виглядає зеленішим, а лінійний малюнок поступився місцем нерегулярному малюнку листя чорного та напівпрозорого оливкового кольору.

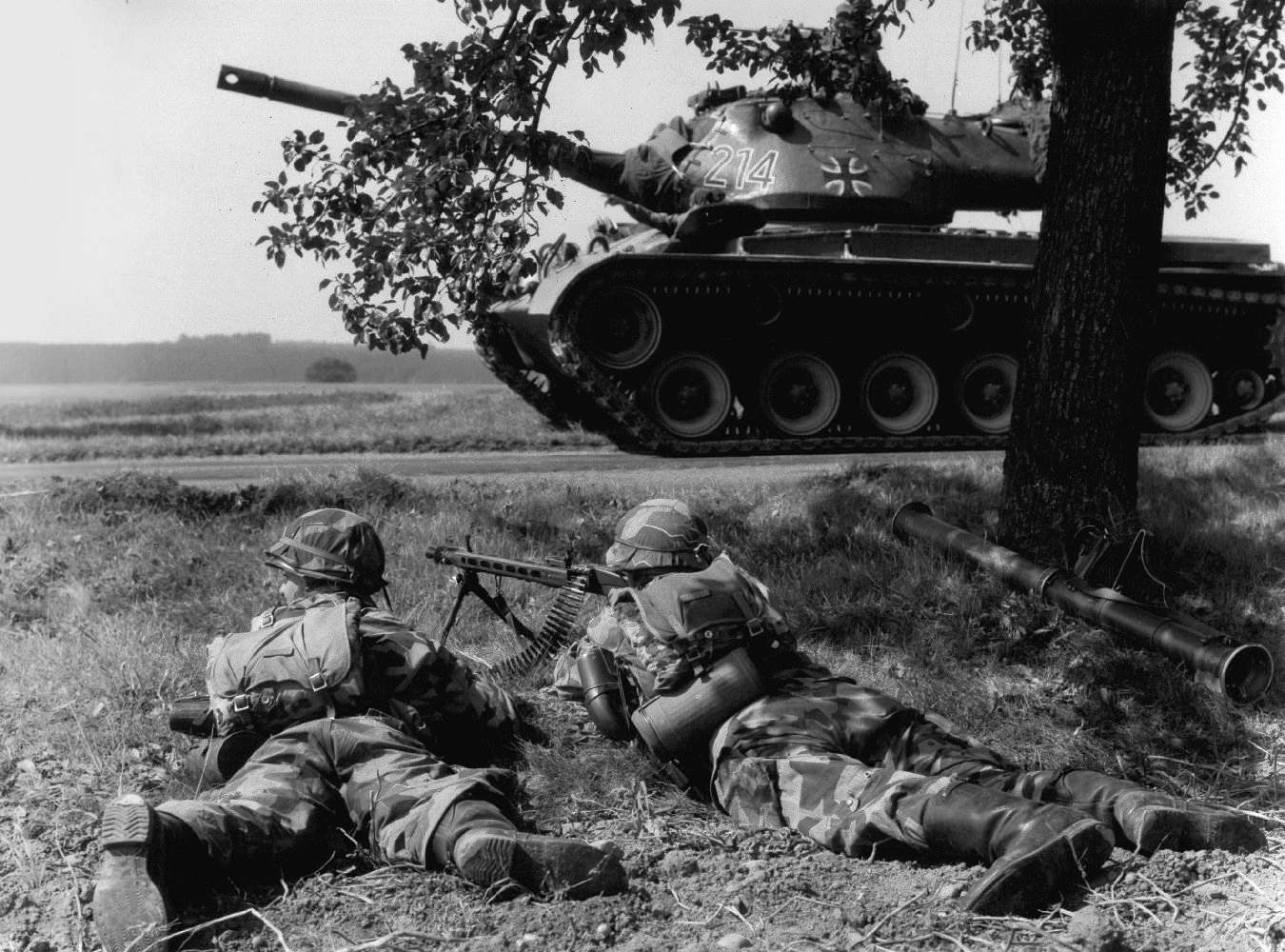
Військові Бундесверу в камуфляжах Splittertarn на навчанні (1960)

У 1959 році виробництво камуфляжу Splittermuster М55 Бундесверу було припинено. Камуфляжні чохли шоломів із візерунком продовжувалися в 1960-х роках, а старі костюми з цією схемою камуфляжу застосовувалися Люфтваффе аж у 1990-х роках. До 1990 року бундесвер носив одноколірну жовту оливку (RAL 6014) [1], яка базувалася на бойовій формі європейських збройних сил США, які не мали камуфляжного одягу. Американці задали тон зовнішньому вигляду більшості західноєвропейських армій з 1945 року до кінця 1980-х років.
Військові історики підозрюють, що рішення про відмову від перевіреної камуфляжної форми було суто політичним, оскільки камуфляжний захист німецьких солдатів значно погіршився і повернувся до часів до 1931 року. Лише в 1990 році, майже через десять років після того, як армія США запровадила власні камуфляжні однострої BDU, Бундесверу дозволили представити свій камуфляж, варіант Flecktarn (Flecktarn B), який був випробуваний з 1976 року. За допомогою комп'ютерних засобів цей камуфляж підтвердив спроби, зроблені для Ваффен-СС художником та книжковим ілюстратором Йоганном Георгом Отто Шик (народився 26 жовтня 1882 р. у Карлсруе). Шик вважається винахідником Flecktarn і розробив різні з цих візерунків для секції «Т» (камуфляж) Ваффен-СС до 1945 року.

## Інші країни

### Швейцарія
Швейцарський камуфльована тканина для наметів відрізнялась від Splittermuster-31 Вермахту, але часто неправильно розглядається як модель Вермахту. Ще в 1940 році швейцарська армія запровадила п'ятиколірний камуфляж з типовими «кутастими» плямами. Крім кольорів, які були дуже схожі на німецьку модель, сюди також додалися середньо-коричневі плями. Крім того, у деяких дизайнах пунктирні лінії були товщі, ніж у Splittermuster-31. Візерунок використовувався до 1955 року.

### Болгарія

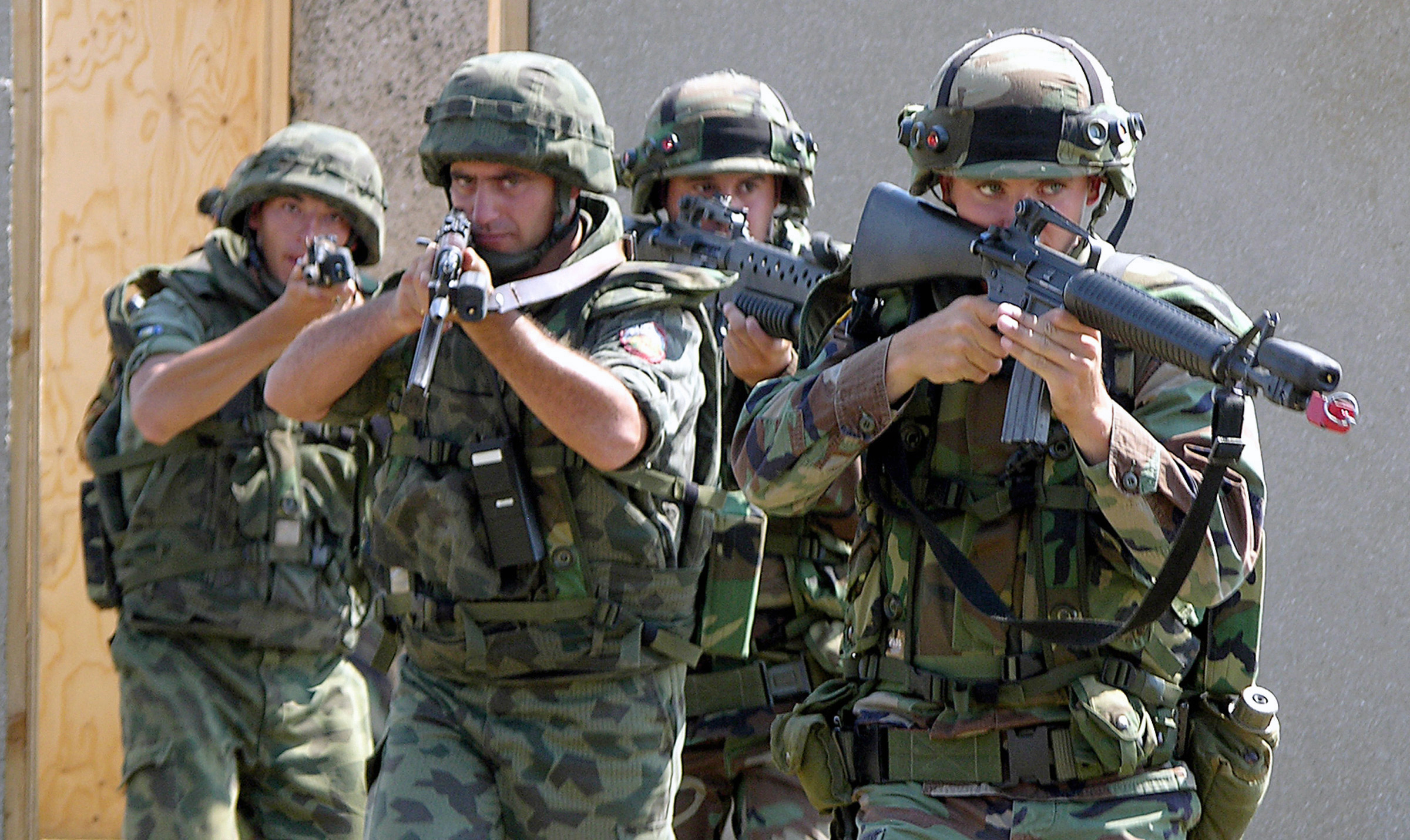
Болгарський Splittermuster (два солдати ліворуч)

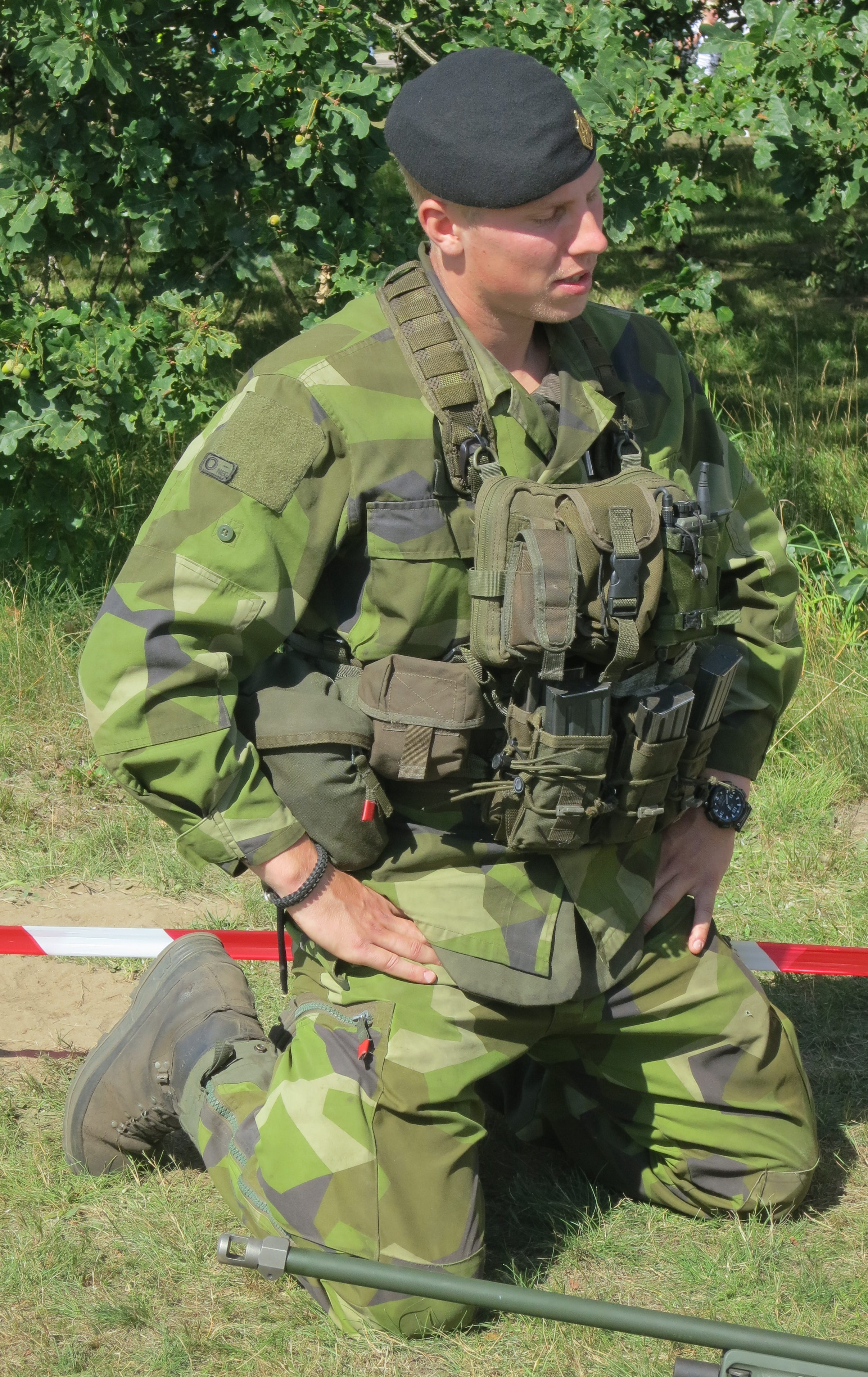
Шведський солдат у камуфляжі M90

Під час Другої світової війни болгарські десантники були оснащені одностроями з камуфляжем Luftwaffe-Splittermuster-41. Його типовий квадратний вигляд із пунктирними лініями був національним камуфляжем Болгарії та постійно розвивався. Його носили як цільний комбінезон і як двокомбінезон для десантників, прикордонників і гірських військ. Гірська версія мала великі накладки з армуючих матеріалів на колінах, ліктях, зап'ястях і плечах, а також чорні плями під пахвами, навколо коміра та на промежині. Носили великий берет радянського зразка, спущений наліво.
Для десантників у 1953 році було введено триколірний візерунок, який був безпосередньо отриманий від яскравих кольорів, надрукованих у 1941 році для німецьких десантників. Пунктирні лінії тут не були рівномірно вирівняні в одному напрямку, а наносились під різними кутами. Кольори ґрунтувалися на базовій моделі, але використовували інші тони. Болгарський камуфляж 53 пізніше був виданий спецназу і носився до 1991 року.

Болгарський Splittertarnmuster був розроблений у 1960-х і 1970-х роках із різними формами та кольорами. У 1979 році армія випустила інший варіант кольорового відбитка болгарських десантників 1941 року з хвилястими пунктирними лініями, який знову був ближче до німецького зразка. У 1991 році було розпочато виробництво моделі. У 1997 році для всієї болгарської армії було запущено нинішній триколірний друк для яскравих кольорів, причому пунктирні лінії знову з'явилися у формі павука.

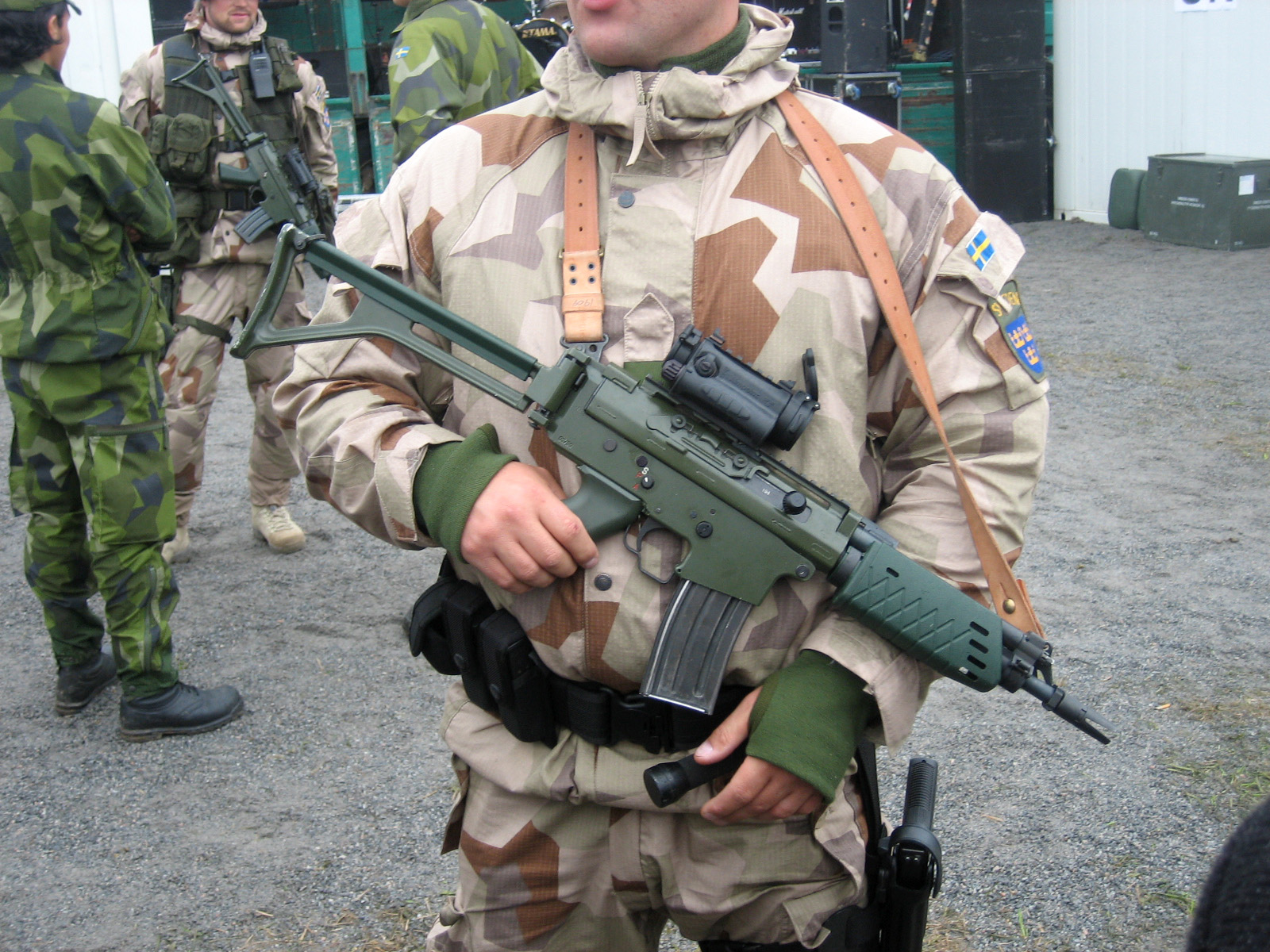
Пустельна версія шведського камуфляжу M90K

### Польща
У Польщі в 1956 році було впроваджено уламковий камуфляж, який загалом був повністю заснований на варіанті Splittermuster 1931 року. Різниця була лише у виборі кольору. Замість коричневого у польському камуфляжі використовувався світлий відтінок сірого, змішаний із фіолетовим, а зелений — темніший і містить більше червоного. Сіро-бежеві пунктирні лінії німецького зразка виглядають тут жовтими. Як і в Німеччині, цей камуфляж був призначений для цілорічного використання. Проте, вже 1960 року польська армія відмовилася від його використання. Його наступником став польський варіант камуфляжу «Дощ», що складався з тонких коричневих штрихів на сірому фоні.

### Швеція
З 1990 року збройні сили Швеції прийняли на озброєння 4-колірний камуфляж M90, який схожий на камуфляж Splittermuster-31 завдяки використанню великих геометричних «ламаних» плям яскравих кольорів. Відмінності полягають у схемі, оскільки плями розташовані не вільно, а безпосередньо примикають одна до іншої й відсутні штрихові лінії «дощу». Цей камуфляж був експортований до Латвії для використання у складі сил SFOR у Боснії та Герцеговині.

## Галерея

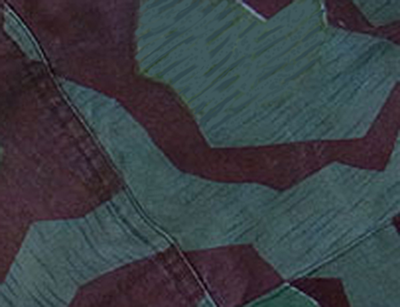
Польський варіант камуфляжу Splittertarn (модель 1956 року)
Шведський камуфляж М90
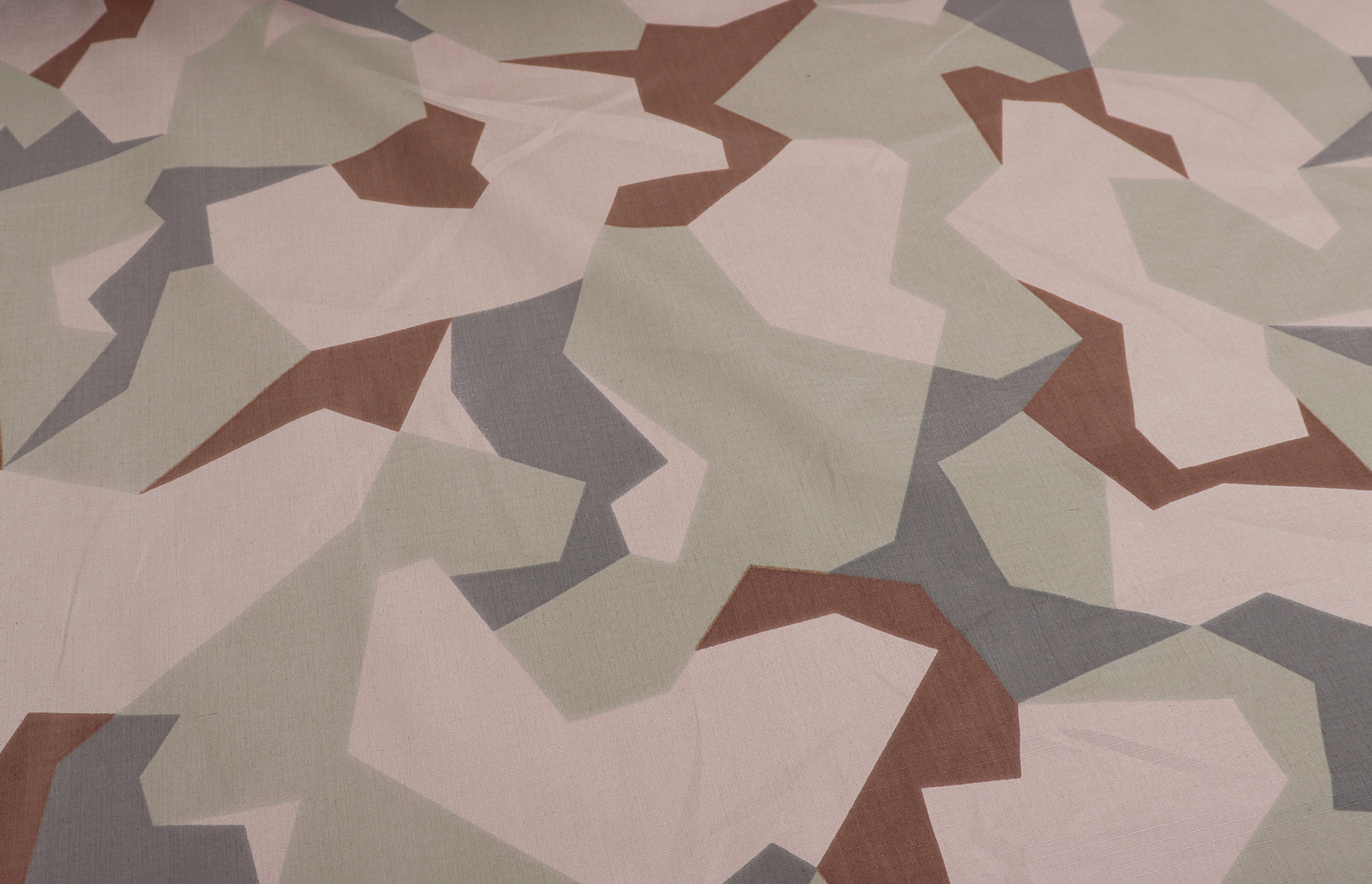
Пустельна версія шведського камуфляжу М90 (М90К)

## Виноски
1. ↑  В той час Waffen-SS використовували свій власний камуфляж